# Santa Cruz de Tenerife (província)
Santa Cruz de Tenerife é uma província da Espanha, localizada na comunidade autónoma das Canárias, formada pelas ilhas de La Palma, La Gomera, El Hierro e Tenerife.

## História
A província foi criada em 1833 com a divisão de Espanha em 49 províncias. Canárias formava uma única província com capital em Santa Cruz de Tenerife. Nao foi ate 1927 que a metade oriental foi separada e denominada província de Las Palmas, pelo que a ocidental foi denominada Província de Santa Cruz de Tenerife. A partir de esse ano, por decreto, a capital das Canárias é compartida entre a cidade de Santa Cruz de Tenerife, capital da província homónima, e a cidade de Las Palmas de Gran Canaria, capital da província de Las Palmas.